# هازنموور
هازنموور (به آلمانی: Hasenmoor) یک شهر در آلمان است که در زگه‌برگ واقع شده‌است. هازنموور ۶۹۷ نفر جمعیت دارد.